# 212 (liczba)
212 (dwieście dwanaście) – liczba naturalna następująca po 211 i poprzedzająca 213.

## W matematyce
- Suma całkowita pierwszych 26 liczb całkowitych.

## W innych dziedzinach
- +212 to kod dla międzynarodowych bezpośrednich połączeń telefonicznych do Maroka[1],
- Numer kierunkowy 212, pierwszy telefoniczny numer kierunkowy używany na Manhattanie[2],
- „212” (piosenka), piosenka z 2011 roku autorstwa raperki z Harlemu Azealii Banks,
- 212 Medea, bardzo duża asteroida z Pasa Głównego,
- Helikopter Bell 212,
- Okręt podwodny typu 212,
- Akcja 212, masowy protest prowadzony przez indonezyjskie grupy islamistyczne,
- Jednostka 212, izraelska jednostka komandosów znana również jako Maglan,
- W stopniach Fahrenheita temperatura wrzenia wody na poziomie morza[3].